# Ulick de Burgh (1er marquis de Clanricard)
Ulick John de Burgh (20 décembre 1802 - 10 avril 1874), titré Lord Dunkellin jusqu'en 1808 et connu sous le nom de comte de Clanricard entre 1808 et 1825 et enfin marquis de Clanricard, est un homme politique britannique whig.

## Biographie
Né à Belmont, Hampshire, il est le fils du général John de Burgh (13e comte de Clanricard), et d'Elizabeth, fille de Thomas Burke, 1er baronnet. Il est le neveu d'Henry de Burgh, 1er marquis de Clanricard. Il devient comte en juillet 1808, à l'âge de cinq ans, à la mort de son père. Il fait ses études au Collège d'Eton. Il est membre de l'Église anglicane, comme son père, bien que sa mère soit catholique.
Burgh est un franc-maçon actif dans sa jeunesse. Étudiant au Christ Church, à Oxford, il est initié à la Apollo University Lodge n° 711 (plus tard n° 357) de la Grande Loge unie d'Angleterre le 15 novembre 1820.

## Carrière politique et diplomatique
En 1825, à l'âge de 24 ans, il est créé marquis de Clanricard dans la pairie d'Irlande, renaissance du titre éteint à la mort de son oncle en 1797. L'année suivante, il est fait baron de Somerhill, de Somerhill, dans le comté de Kent, dans la Pairie du Royaume-Uni ce qui lui permet de siéger à la Chambre des lords. En janvier 1826, le comte de Liverpool le nomme sous-secrétaire d'État adjoint aux Affaires étrangères (aux côtés de Charles Ellis (6e baron Howard de Walden)), poste qu'il occupe jusqu'en août de la même année. En 1830, il rejoint le gouvernement whig de Lord Grey en tant que capitaine des Yeomen of the Guard (Whip en chef à la Chambre des lords) où il reste jusqu'en 1834. Il est admis au Conseil privé en décembre 1830.
Entre 1838 et 1840, Lord Clanricard est ambassadeur en Russie. En 1846, Lord John Russell le nomme ministre des Postes au sein du cabinet, poste qu'il conserve jusqu'à la chute du gouvernement, en 1852. Il occupe son dernier poste ministériel lorsqu'il est brièvement Lord du sceau privé sous Lord Palmerston pendant quelques semaines en février 1858. En plus de sa carrière politique, il est également Lord Lieutenant de Galway entre 1831 et 1874. En 1831, il est fait chevalier de l'ordre de St Patrick.

## Grande famine irlandaise
Il est un propriétaire foncier important dans le comté de Galway. Sa famille, d'origine normande a son siège à Portumna. Pendant les années de la Grande Famine en Irlande, son bilan est mitigé. Partisan des Whigs et membre du gouvernement Russell, son objectif principal est de défendre les intérêts de la classe de propriétaires terriens anglo-irlandais. Il est le Lord Lieutenant de Galway pendant la famine et n'a pas condamné les expulsions massives de John Gerrard (et de son épouse Marcella Netterville), propriétaires de Galway à Ballinlass, Christopher St George à Connemara et Patrick Blake à Tully.
De son côté, il souligne dans sa correspondance avec Russell et l’administration Whig en Irlande la situation critique des locataires affamés. Il préconise une intervention paternaliste de l'État, plutôt qu'une approche purement Laissez-faire. Il suggère que les travaux publics et le drainage des terres soient parrainés par l'État et cherche à installer des dépôts de maïs à Loughrea et à Portumna pour distribuer de la nourriture. Il fait don de fonds à des comités de secours locaux et aide financièrement l’émigration de locataires pauvres. Burgh n'a initié aucun programme de travaux privés sur les domaines qu'il contrôle pour les locataires, à l'instar de certains propriétaires voisins, et il n'a pas non plus amélioré l'agriculture sur les domaines.

## Famille
Lord Clanricarde épouse Harriet Canning (13 avril 1804 - 8 janvier 1876), fille du premier ministre George Canning, le 4 avril 1825 à Gloucester Lodge à Brompton. Le couple a sept enfants :
- Elizabeth Joanna de Burgh (22 février 1826 - 26 février 1854) ; qui épouse Henry Lascelles (4e comte de Harewood)
- Ulick Canning de Burgh, Lord Dunkellin (12 juillet 1827 - 16 août 1867)
- Emily Charlotte de Burgh (19 octobre 1828 - 10 octobre 1912) ; mariée à Richard Boyle (9e comte de Cork)
- Catherine de Burgh (c. 1830 - 8 avril 1895)
- Margaret Anne de Burgh (c. 1831 - 31 mars 1888); mariée à Wentworth Beaumont, 1er baron Allendale
- Hubert de Burgh-Canning (2e marquis de Clanricard) (30 novembre 1832 - 12 avril 1916)
- Harriet Augusta de Burgh (vers 1834 - 18 janvier 1901)

Lord Clanricarde meurt à Stratton Street, Piccadilly, Londres, en avril 1874, à l'âge de 71 ans. Son second, mais unique fils survivant, Hubert, lui succède. La marquise de Clanricard est décédée en janvier 1876, à l'âge de 71 ans.